# O'Dessa
O'Dessa é um futuro filme de drama musical pós-apocalíptico americano escrito e dirigido por Geremy Jasper. É estrelado por Sadie Sink, Kelvin Harrison Jr., Murray Bartlett e Regina Hall .
O'Dessa está previsto para ser lançado pela Searchlight Pictures através do Hulu em 20 de março de 2025.

## Premissa
Ambientado em um futuro pós-apocalíptico, uma garota de fazenda parte em uma jornada para recuperar uma herança de família e resgatar seu único e verdadeiro amor.

## Elenco
- Sadie Sink como O'Dessa
- Kelvin Harrison Jr. como Euri Dervish
- Murray Bartlett como Plutonovich
- Regina Hall como Neon Dion
- Mark Boone Junior como Padre Walt
- Pokey LaFarge como Vergil
- Marinko Prga como Vulturo

## Produção
Em janeiro de 2023, a Searchlight Pictures estava desenvolvendo um filme de drama musical pós-apocalíptico escrito e dirigido por Geremy Jasper, com Sadie Sink no papel principal. Em abril, Regina Hall, Pokey LaFarge e Murray Bartlett se juntaram ao elenco. As filmagens principais começaram em maio de 2023, na Croácia .

## Lançamento
O'Dessa está programado para ter sua estreia mundial no South by Southwest Film & TV Festival de 2025 em 8 de março de 2025, antes de ser lançado pela Searchlight Pictures através do Hulu em 20 de março de 2025. Fora dos Estados Unidos o filme será lançado no Disney Plus sob o selo Star.